# Eucalyptus coccifera
Eucalyptus coccifera Hook.f., el eucalipto de nieve de Tasmania (Tasmanian snow gum) o el menta piperita del Monte Wellington (Mount Wellington Peppermint), es un árbol nativo de Tasmania.

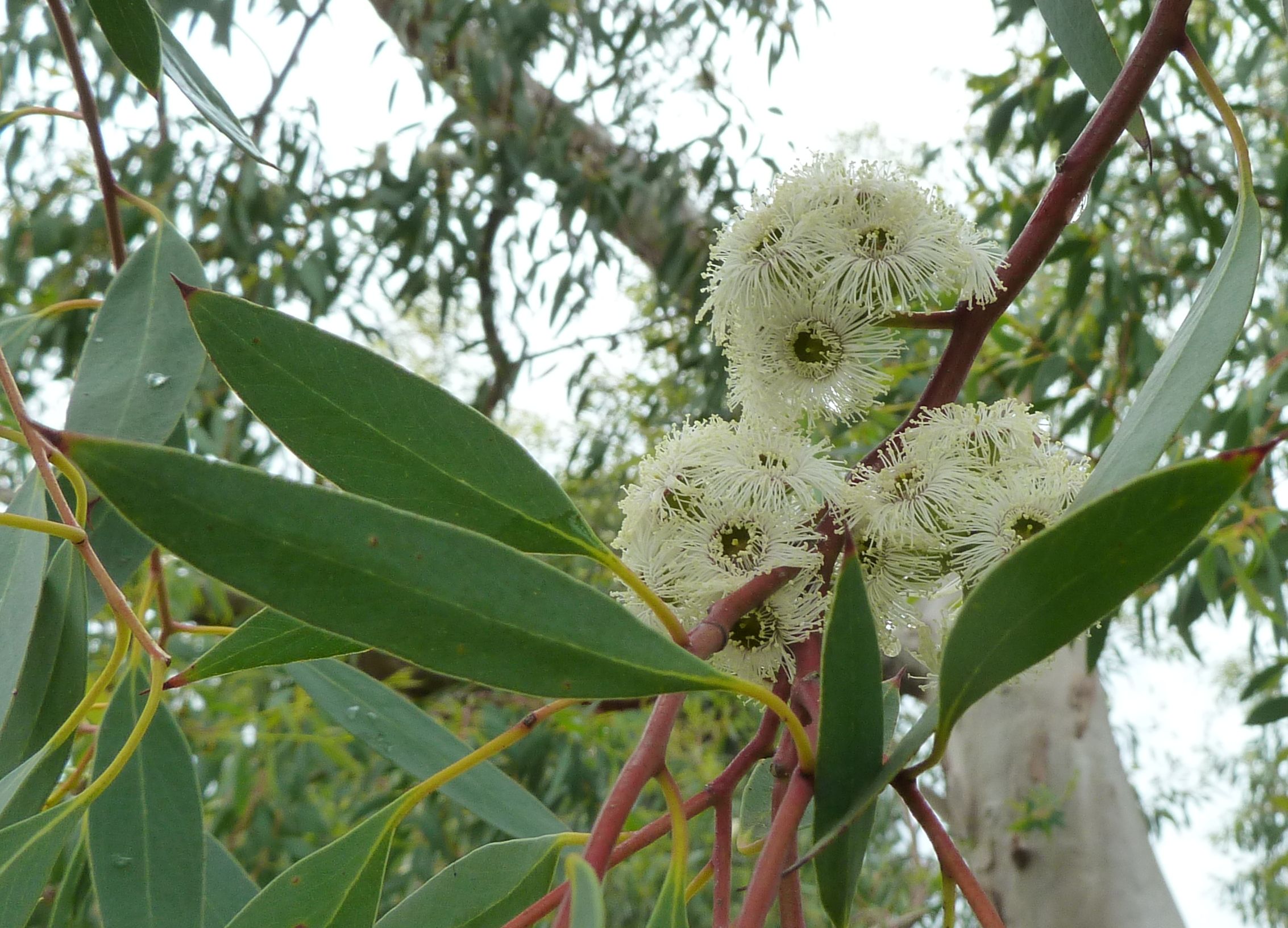
Flores

## Descripción
Crece como un arbusto en las márgenes de las alpinas Tierras Altas de Tasmania.
Crece en las áreas subalpinas de dolerita, la especie se hibrida con E. amygdalina y con Eucalyptus pauciflora

## Taxonomía
Eucalyptus coccifera fue descrita por Joseph Dalton Hooker y publicado en London Journal of Botany 6: 477–478. 1847.
Etimología
Eucalyptus: nombre genérico que proviene del griego antiguo: eû = "bien, justamente" y kalyptós = "cubierto, que recubre". En Eucalyptus L'Hér., los pétalos, soldados entre sí y a veces también con los sépalos, forman parte del opérculo, perfectamente ajustado al hipanto, que se desprende a la hora de la floración.
coccifera: epíteto latíno que significa "con bayas".
 Sinonimia
- Eucalyptus daphnoides Miq., Ned. Kruidk. Arch. 4: 133 (1856).
- Eucalyptus coccifera var. parviflora Benth., Fl. Austral. 3: 204 (1867).
- Eucalyptus alpina R.Br. ex Maiden, Rep. Meetings Australas. Assoc. Advancem. Sci. 9: 365 (1896), nom. illeg.
- Eucalyptus coccifera var. viridifolia Summerh., Bot. Mag. 160: t. 9511 (1934).[7]